# برام فاندينبوسشي
برام فاندينبوسشي هو لاعب كرة قدم بلجيكي في مركز الدفاع، ولد في 1 فبراير 1981 في بروج في بلجيكا. لعب مع سيركل بروج.

## وصلات خارجية
- برام فاندينبوسشي على موقع قاعدة بيانات كرة القدم.إي يو (الإنجليزية)